# Сімсборо (Луїзіана)
Сімсборо (англ. Simsboro) — селище (англ. village) в США, в окрузі Лінкольн штату Луїзіана. Населення — 803 особи (2020).

## Географія
Сімсборо розташоване за координатами 32°31′56″ пн. ш. 92°47′2″ зх. д. / 32.53222° пн. ш. 92.78389° зх. д. (32.532324, -92.783940).  За даними Бюро перепису населення США в 2010 році селище мало площу 9,01 км², уся площа — суходіл.

## Демографія
Згідно з переписом 2010 року, у селищі мешкала 841 особа в 315 домогосподарствах у складі 237 родин. Густота населення становила 93 особи/км².  Було 355 помешкань (39/км²).
Расовий склад населення:
| - 70,9 % — білих - 24,5 % — чорних або афроамериканців - 0,8 % — корінних американців - 0,1 % — азіатів - 2,0 % — осіб інших рас |

До двох чи більше рас належало 1,7 %. Частка іспаномовних становила 4,2 % від усіх жителів.
За віковим діапазоном населення розподілялося таким чином: 25,3 % — особи молодші 18 років, 62,6 % — особи у віці 18—64 років, 12,1 % — особи у віці 65 років та старші. Медіана віку мешканця становила 35,8 року. На 100 осіб жіночої статі у селищі припадало 94,7 чоловіків;  на 100 жінок у віці від 18 років та старших — 93,8 чоловіків також старших 18 років.
Середній дохід на одне домашнє господарство  становив 49 040 доларів США (медіана — 40 484), а середній дохід на одну сім'ю — 53 439 доларів (медіана — 40 893). Медіана доходів становила 38 500 доларів для чоловіків та 30 735 доларів для жінок. За межею бідності перебувало 24,5 % осіб, у тому числі 19,1 % дітей у віці до 18 років та 19,1 % осіб у віці 65 років та старших.
Цивільне працевлаштоване населення становило 564 особи. Основні галузі зайнятості: освіта, охорона здоров'я та соціальна допомога — 19,1 %, мистецтво, розваги та відпочинок — 18,8 %, будівництво — 10,3 %, виробництво — 9,9 %.